# Херман Вендел
Херман Вендел (Мец, 8. март 1884 — Сен Клу, 3. октобар 1936) био је немачки политичар, публициста, историчар, писац, уредник и сарадник социјалистичких листова, велики познавалац модерне историје јужнословенских народа, почасни члан Матице српске (1923) и почасни доктор наука Београдског универзитета (1929).

## Биографија
Рођен је као син пруског чиновника. Након завршене гимназије у родном граду, студирао је историју и филозофију на универзитету у Минхену. Као студент је постао члан књижевног-културног савеза „Млади Алзас”, подржавао је раднички покрет и био заговорник француско-немачког помирења. Постао је уредник социјалистичких листова „Фолкштиме”, у Чамницу, као и „Лајпцигер фолксцајтунг”. Године 1905. је постао члан Социјалдемократске партије Немачке. У периоду између 1910. и 1918. је био члан градског већа у Франкфурту на Мајни и са 27 година постао посланик Социјалдемократске партије у скупштини у Рајхстагу. Мада је у скупштини био најмлађи посланик, током Првог светског рата осудио је поступке окупаторске управе у Србији.
Био је један од најзначајнијих посредника Јужних Словена, а посебно Срба у Немачкој.
Током Балкаских ратова је боравио као ратни дописник у Београду.
Године 1920. као добром познаваоцу југословенских и балканских прилика, понуђено му је место немачког посланика у Београду. Понуду је одбио у жељи да остане независтан.
Након Првог светског рата је напустио политику и потпуно се посветио писању. Показао је изузетну наклоност и интересовање за југословенски покрет и проблеме Југоисточне Европе. За писање је исцрпно користио грађу и литературу, али и лично познавање јужнословенских области, у које је често путовао. Године 1921. је у Франкфурту на Мајни основао Немачко-југословенско друштво за приближавање ова два народа.
Због својих политичких ставова према Балкану и публицистичке делатности с циљем приближавања јужнословенских питања немачкој и европској јавности, веома је добро прихваћен у Србији, касније у Југославији.
Почасни члан Матице српске постао је 1923. године. Био је и дописни члан једног од најугледнијих славистичких центара (School of Slavonic studies на Универзитету у Лондону). Београдски Универзитет га је за научни рад о Јужним Словенима изабрао 1929. године за почасног доктора.
Након што су нацисти 1933. године дошли на власт, на челу са Хитлером, емигрирао је у Париз, где је живео све до своје смрти.
Пред крај живота, поводом двадесетогодишњице немачке офанзиве на Србију, у Паризу је објавио фељтон о трагичним последицама Првог светског рата (1935).
Након његове смрти, готово све новине, културна, књижевна и научна гласила у Југославији су објавиле његове некрологе и прилоге о његовом делу.

## Дела
Главно поље његових интересовања је културноисторијска проблематика три расе: германске, романске и словенске.
Два његова најобимнија дела су посвећена Хајнриху Хајнеу и Жоржу Дантону. Написао је више књига из немачке књижевне и политичке историје, пруској политици према Пољској, а као франкофил такође је писао и о Француској револуцији.
Ипак, највећи број радова посветио Јужним Словенима, био је заступник њиховог уједињења. У намери да немачкој јавности приближи и престави слику о овим народима посебног културног развоја, у великој мери запоставањеним, али који чине саставни део европске културе, објавио је путописе „Од Марбурга до Монастира. Јужнословенско путовање”, „Путовање по Црној Гори, Западној Србији, Босни, Херцеговини и Далмацији”, које је касније објединио у књизи „Уздуж и попреко словенског Југа”.
Посебну одлику његових путописа чини његова непосредност у приповедању, јер јер је описивао само оно што је лично имао прилике да види и доживи, при чему је истакао оно што је карактеристично за одређене пределе и крајеве и њихове житеље, вешто препличући садашњост и прошлост. Осим описа он је записивао и песме, које је преводио на немачки језик.
Бавио се и културним везама између немачког и јужнословенског света у делу под називом „Гете и југословенски свет”. Међу делима из историје јужнословенских народа издваја се обимна синтеза о стварању Југославије, као и Студија о Бизмарку у Србији 1866. године.
У свом „Стручном мишљењу“, које је и данас актуелно, поднесеном 11. и 12. маја 1923. парламентарном истражном одбору њемачког Рајхстага за испитивање узрока Првог свјетског рата, измишљање бошњачког језика доживљава као политикантски апсурд, објаснивши да је „Беч начинио покушај да језик у Босни, најчистији српски језик, прикаже као посебан језик“. Сматрао је да је „вештина Беча да учини да се једни изиграју против других (Хрвати против Срба, католици против православаца и обрнуто), била развијена до праве уметности”.
Његови чланци и књиге и данас су актуелни.
- — „Пруска политика према Пољској узроци и последице”, чланак у листу Социјал-демократске партије Немачке (Vorwärts), Берлин (1906)
- — „Франкфурт на Мајни од Велике револуције до Револуције одозго (1789–1866)”, Франкфурт на Мајни (1910)
- — „Август Бебел. Слика живота за немачког радника”, чланак (Vorwärts, лист Социјал-демократске партије Немачке), Берлин (1913)
- — „Светски рат и социјалдемократија”, Реде, Каден, Дрезден (1915)
- — „Алзас-Лорена и Социјалдемократија”, Сингер, Берлин (1916)
- — „Хеинрик Хајне: слика живота и времена Каден”, Дрезден (1916)
- чланак у Vorwärts, Берлин (1920)
- — „Јужнословенске силуете”, Франкфурт (1921)
- — „Из јужнословенског ризорђимента”, Гота (1921)
- „О Југославији, Италији и Албанији”, расправе раније објављене у разним часописима, Београд (1921)
- , Франкфурт на Мајни (1921) — „Од Марбурга до Монастира. Јужнословенско путовање” (1921)
- — „Из три културе”, Берлин (1922)
- — „Путовање по Црној Гори, Западној Србији, Босни, Херцеговини и Далмацији” (1922)
- — „Уздуж и попреко словенског Југа”, Франкфурт (1922)
- — „Хабсбурговци и јужнославенска питања”, Кен, Београд и Лајпциг (1924)
- — „Ото фон Корвин. Живот пун авантура”, Франкфурт на Мајни (1924)
- , Франкфурт на Мајни (1925) — „Борба Југословена за Слободу и Јединство”, Београд (1925)
- — „Атентат у Сарајеву”, историјско-критичка анализа (1925)
- — „Из света Јужних Словена”, Берлин (1926)
- — „Бизмарк и Србија у години 1866.”, Берлин (1927)
- — „Гете и југословенски свет”, Београд (1932)
- — „За двадесету годишњицу немачке офанзиве против Србије”, фељтон, Париз (1935)